# GEORGE (компьютер)
GEORGE — ранний компьютер, построенный в 1957 году в Аргоннской национальной лаборатории и основанный на архитектуре IAS-машины, разработанной Джоном фон Нейманом в конце 1940-х — начале 1950-х годов в Институте перспективных исследований. Компьютер был построен и запущен в конце 1953 года. Как и все другие компьютеры того времени, GEORGE был построен в единственном экземпляре и не мог обмениваться программами с другими компьютерами, даже теми, что были построены по образцу той же IAS-машины. Название машины происходит от выражения «Let George do it» («Пусть это сделает Джордж»), которое говорят, когда не хотят сделать что-то сами (эквивалентно нашему «Это пусть Пушкин сделает»).